# Margon Arena
Die Margon Arena ist eine Mehrzweckhalle in der sächsischen Landeshauptstadt Dresden. Sie ist nach der EnergieVerbund Arena die zweitgrößte Sport- und Veranstaltungshalle der Stadt. Die Hauptnutzer sind derzeit die Volleyball-Mannschaft des Dresdner SC und die Basketball-Mannschaft der Dresden Titans. Bis zum Umzug in die BallsportArena Dresden 2017 trug auch der HC Elbflorenz seine Heimspiele in der Margon Arena aus.

## Geschichte
Der 1998 als Mehrzweckhalle Bodenbacher Straße eingeweihte Bau bietet bei Sportveranstaltungen 3000 Besuchern Sitzplätze. Bei Konzerten kann das Platzangebot auf 4500 Plätze erweitert werden. Neben bis zu 16 Garderoben und Umkleidekabinen mit Duschen und Toiletten sind ein Raum für Presse- und TV-Arbeitsplätze, Sanitätsräume, Kioske und ein V.I.P.-Bereich im Gebäudekomplex enthalten. Die Parkplätze im Umfeld bieten Platz für 300 Fahrzeuge.
Seit 2007 trägt die Halle durch Namenssponsoring der Margon Brunnen GmbH den Namen „Margon Arena“.
Am 16. November 2017 beschloss der Sportausschuss der Stadt, dass die rund zwanzig Jahre alte Halle ein neues Dach erhalten soll. Dabei sollte eine einfachere Variante der Überdachung verbaut werden. Das Dach sollte seine Verglasung und die Oberlichter verlieren. Die Kosten sollten sich auf ca. 1,9 Mio. Euro belaufen. Die Arbeiten sollten Mitte 2018 beginnen.
Am 24. September 2020 beschloss der Dresdner Stadtrat die Sanierung und Erweiterung der Margon-Halle ab 2023 auf über 3500 Plätze. Das Bauprojekt soll 32 Mio. Euro kosten. Neben der Sanierung und dem Ausbau sollen die Probleme mit dem undichten Hallendach gelöst werden. Ende November 2020 wurde bekannt, dass die Kosten der Sanierung durch den Wegfall des geplanten Parkhauses gesenkt werden sollen.
Im Januar 2021 ging die Halle vom Stadtsportbund Dresden in den Besitz der Stadt Dresden über, da der Leasingvertrag zum 31. Dezember 2020 auslief. Der Vertrag konnte aus rechtlichen Gründen nicht verlängert werden. Neuer Betreiber ist der Eigenbetrieb Sportstätten Dresden.